# Poieni-Suceava, Suceava
Poieni-Suceava (germană Pojeni Russ) este un sat în comuna Udești din județul Suceava, Bucovina, România. Este situată la o distanță de 20 km de municipiul Suceava, pe DJ208A, spre orașul Liteni.

## Obiective turistice
- Biserica de lemn din Poieni-Suceava - construită în 1904

## Recensământul din 1930
Componența etnică a satului Poieni-Suceava
     Români (98,8%)
     Evrei (1,2%)
Componența confesională a satului Poieni-Suceava
     Ortodocși (98,8%)
     Mozaici (1,2%)
Conform recensământului efectuat în 1930, populația satului Poieni-Suceava se ridica la 386 locuitori. Majoritatea locuitorilor erau români (98,8%), cu o minoritate de evrei (1,2%). Din punct de vedere confesional, majoritatea locuitorilor erau ortodocși (98,8%), dar existau și mozaici (1,2%).